# حكم حفظ المياه
 نظام حفظ المياه  هو عبارة عن نظام قانوني لحماية المسطحات المائية ككل، من حيث كميات المياه أو أي قضية تتعلق بها.

## نيوزيلندا
نظام حفظ المياه يستخدم في نيوزلندا لحماية قيمة أي مسطح مائي طبيعيًا أو ثقافيًا أو ترفيهيًا.
حاليًا يوجد أربعة عشر نظامًا منفصلاً لحفظ المياه:
1. نهر موتو
2. نهر راكايا
3. بحيرة وايرارابا
4. نهر مانجانويوتايو
5. بحيرة إلسمري
6. نهر أهوريري
7. نهر غراي
8. نهر رانجتيكي
9. نهر كاواراو
10. نهر ماتايورا
11. نهر بولر
12. نهر ماتوكا
13. نهر موهاكا
14. نهر رانجيتاتا

من المقترح تطبيق نظام حفظ المياه في نهر هورونوي.

## وصلات خارجية
- Water Conservation Orders New Zealand Recreational Canoeing Association web pages describing New Zealand water conservation orders.
- Water Conservation Orders Environmental Defence Society RMA Guide web page.